# 番櫻桃葛圓盾介殼蟲
番櫻桃葛圓盾介殼蟲（学名：Greeniella lahoarei）为盾介殼蟲科桃葛圓盾介殼蟲屬下的一个种。